# Hollis Resnik
Hollis Resnik (Euclid, 1º giugno 1957 – Chicago, 17 aprile 2022) è stata un'attrice statunitense, nota soprattutto come interprete teatrale.

## Biografia
Attiva sulle scene dai primi anni ottanta, Resnik recitò in numerosi musical e opere di prosa, cominciando con il musical Camelot e la commedia di Eugene O'Neill Ah, Wilderness! nel 1983. Successivamente interpretò ruoli principali in allestimenti regionali di grande successo, tra cui il ruolo di Evita Peron in Evita (1985) e Fantine nel primo e nel terzo tour statunitense di Les Misérables, un ruolo che le diede l'opportunità di cantare la canzone più nota dello show, I Dreamed a Dream. A partire dagli anni novanta si affermò sulle scene di Chicago con apprezzate interpretazioni nei musical Into the Woods (1990) e A Little Night Music (1994) e nelle commedie I mostri sacri (1995) e Il misantropo (1995). Sulla fine del decennio si dedicò soprattutto al teatro drammatico, interpretando i ruolo di Ivanova ne Il giardino dei ciliegi (1998) e Regina ne Le piccole volpi (1999).
Nei primi anni 2000 tornò a recitare in musical di successo, tra cui James Joyce's The Dead (2002) e la tournée statunitense del musical di Broadway Thoroughly Modern Millie (2004). Negli anni 2010 recitò ruoli da protagonista nei musical Grey Gardens (2009) e The Light in the Piazza (2010), oltre che dei classici Cabaret (2011), Candide (2011), Follies (2011) e Sister Act (2012). Negli ultimi anni della sua carriera tornò anche alla prosa, recitando nel dramma Premio Pulitzer Angels in America e interpretando Judy Garland in End of the Rainbow nel 2014.
È morta nel 2022 a causa di un disturbo cardiaco.

## Filmografia

### Cinema
- Fuoco assassino (Backdraft), regia di Ron Howard (1991)

### Televisione
- Crime Story - serie TV, 1 episodio (1986)
- The Untouchables - serie TV, 1 episodio (1994)
- Cupid - serie TV, 3 episodi (1998)
- The Playboy Club - serie TV, 1 episodio (2011)